# Tistrup
Tistrup er en stationsby i Sydvestjylland med 1.429 indbyggere  (2024), beliggende i Tistrup Sogn ved Den Vestjyske Længdebane, 13 km nordøst for Varde. Byen ligger i Varde Kommune og tilhører Region Syddanmark.
Tistrup kendes for sin årlige statsanerkendte kunstudstilling KS (Kunstnernes Sommerudstilling) i Janus Bygningen, hvor bl.a. de lokale kunstnere Bjarke Regn Svendsen og Hans Tyrrestrup udstiller.
Gennem årene har Tistrup udviklet sig til en mindre industriby med flere større virksomheder, bl.a. Inter Primo (en) og L&P Springs.
Sydvest for Tistrup findes lokaliteten Snorup, der i Jernalderen var et stort centrum for jernudvinding.

## Galleri
- Storegade
- Torvet 2020
- Janus Bygningen 2020
- Tistrup Station
- Tistrup Kirke